# Ugo Marotta
Ugo Marotta (Rio de Janeiro, 23 de setembro de 1942) é um maestro, arranjador, compositor, tecladista e vibrafonista brasileiro. Foi participante ativo dos movimentos bossa nova e musicanossa.

## História
Nasceu no bairro de Santa Teresa no Rio de Janeiro e mudou-se mais tarde para Copacabana, onde participou ativamente das reuniões musicais nos apartamentos da Zona Sul do Rio, berço do estilo musical Bossa Nova. Faziam parte dessas reuniões nomes que se tornariam consagrados no gênero, como Tom Jobim, Roberto Menescal, Nara Leão, Carlos Lyra, Sérgio Mendes, Tito Madi, Sylvia Telles, Vinicius de Moraes, Baden Powell e Ronaldo Bôscoli.
Em 1963, junto com Eumir Deodato, Sérgio Barrozo, João Palma e Roberto Menescal, gravou seu primeiro LP, "A Bossa Nova de Roberto Menescal e Seu Conjunto", no qual tocava vibrafone. O LP lançado pela gravadora Elenco trazia músicas como "Desafinado", "Batida diferente", "Você e eu", "Só danço samba", entre outras. Devido ao sucesso do primeiro LP, o conjunto emplacou outro no ano seguinte: "A Nova Bossa Nova de Roberto Menescal e Seu Conjunto", que contava com títulos famosos como "Samba de verão", "Só tinha de ser com você" e "Bolinha de papel", no qual Ugo Marotta participou também como arranjador, vibrafonista e compositor.
Durante o movimento Bossa Nova, gravou com diversos intérpretes, músicos e conjuntos consagrados (Maysa, Wanda Sá, Sylvia Telles, Carlos Lyra, Quarteto em Cy, MPB4, Billy Blanco, Paulo Moura, Beth Carvalho, Marcos Valle, Eumir Deodato, Sérgio Barrozo, Maurício Einhorn), participou de Festivais da Canção e criou arranjos para músicas que se tornaram ícones da Bossa Nova. 
Em 1968, trabalhou na produção e direção musical do evento "Música Nossa" (Teatro Santa Rosa, RJ), ao lado de Roberto Menescal, Tito Madi, Mário Telles, Paulo Sérgio Valle e Tibério Gaspar.
Ugo Marotta, cujo primeiro vibrafone ele mesmo construiu, casou com a irmã de Sérgio Barrozo, retornando à cena artística, em discos como o excelente e absurdamente esquecido encontro com Maurício Einhorn, exclusivamente dedicado a canções vencedoras do Oscar, lançado pela antiga Philips em 75, na época em que Menescal era o diretor da companhia.
Outro disco produzido por Ugo e também pouco lembrado é a “Antologia do Piano” com a excelentes interpretações do inesquecível e insubstituível Luiz Eça e que merecia ser relançado, por sua atemporalidade.
Sua vocação para organizar e arranjar conjuntos vocais fez com que, a convite da Polygram, coproduzisse e orquestrasse discos com músicas de sucesso, destacando-se “A Era de Ouro do Bolero”, cuja faixa “El dia que me quieras” fez sucesso na trilha da novela “pecado Capital, da TV Globo.  Esse LP e os demais, “Era de Ouro do Cinema”, Era de Ouro da Broadway”, Era de Ouro da Música Italiana”, “Era de Ouro da Música Francesa” contaram com a participação, dentre outros, dos vocalistas Fernando Maxnuck, Roberto Quartin, Maurício e Alda Duboc e Hedys Marotta e dos excelentes instrumentistas Chiquinho do Acordeom, Neco e Zé Menezes.
Trabalhou também como arranjador e compositor de vinhetas publicitárias (Embratel, Shell, Sears, Repórter Esso entre outras) e trilhas sonoras de filmes. Em sua filmografia estão presentes os títulos: Ele e o Rabisco (1966), Os Fantasmas Trapalhões e Urubus e Papagaios.. Também compôs, em conjunto com Ricardo Saboya,  a musica "Ele é Mallandro", Tema do Filme “As Aventuras de Sérgio Mallandro”.
Atualmente trabalha como produtor e arranjador, tendo produzido recentemente os CDs "Tributo a Tom Jobim", de Cláudia Telles, "Tributo a Art Blakey" e "Quarenta", de Pascoal Meirelles, além de diversos CDs de Capoeira, com destaque para a participação de Mestre Camisa, Boiadeiro, Boa Voz e Lobisomem.

## Discografia (incompleta)
- Steve Bernard – “Ritmo Espetacular” (1962, RCA Victor) - Vibrafone

- Roberto Menescal e Seu Conjunto - "A Bossa Nova de Roberto Menescal e Seu Conjunto" (1963, Elenco/Universal Music) - Vibrafone, arranjador e compositor

- Roberto Menescal e Seu Conjunto - "A Nova Bossa Nova de Roberto Menescal e Seu Conjunto" (1964, Elenco/Polygram) - Vibrafone, arranjador e compositor

- Roberto Menescal e Seu Conjunto - "Bossa Nova" (1962 ou 1964[6], Imperial) - Arranjos e vibrafone

- Maysa - "Maysa" (1964, Elenco/Universal Music) - Vibrafone

- Marcos Valle - "Samba Demais" (1964, Odeon/EMI) - Vibrafone

- Wilson Miranda – “A outra face de Wilson Miranda” (1964, Chantecler) - Arranjador e vibrafone

- Rosa Marya Colin – Compacto Duplo (1965, Odeon)

- Pacífico Mascarenhas - "Sambacana" (1964, Odeon) - Arranjador

- Trio Irakitan – “A bossa que gostamos de cantar” (1964, Odeon)

- Wanda Sá - "Wanda Vagamente" (1965, RGE/Dubas Música) - Vibrafone

- Sylvia Telles e Lucio Alves - "Samba Session" (1965, Elenco)

- Sylvia Telles - "The Music Of Mr. Jobim By Sylvia Telles" (1965)

- Aracy de Almeida - "Samba é Aracy de Almeida" (1966, Elenco/Universal Music) - Arranjador, órgão e piano

- Sylvia Telles - "It Might As Well Be Spring" (1966, Elenco/Dubas Música) - Vibrafone

- Quarteto em Cy - "Quarteto em Cy" (1966, Elenco/Universal Music) - Arranjador e compositor

- Quarteto em Cy e Tamba Trio - "Som definitivo" (1966, Forma/Bomba Records) - Arranjador

- Roberto Menescal e Seu Conjunto - "Surf Board" (1967, Elenco/Universal Music) - Vibrafone, arranjador

- Menescal and his Group – “Soul Beat Brazil”, (1967, Kapp Records) - Arranjos e vibrafone

- "Quarteto 004 - Retrato em Branco e Preto" (1968)

- Quarteto em Cy - "Em Cy maior" (1968) - Arranjador[7]

- O Grupo, LP “O Grupo” (1968, Odeon) Arranjador

- Musicanossa- Diversos intértpretes( 1968, RCA Victor) - Arranjador

- Musicanossa – Diversos intérpretes (1968, Odeon) - Arranjador

- Musicanossa – Diversos intérpretes (1968, Mocambo)

- Musicanossa – Diversos intérpretes (1968, Philips)

- Jair Rodrigues – “Menino Rei da Alegria” (1968, Philips) - Arranjos

- Tito Madi - "Compacto Simples" (1969)

- Ugo Marotta & Os Folks - "Baião Rides Again" (1973, Tapecar)

- Sivan Castelo Neto - "Sivan Castelo Neto - 60 anos de música" (1966, Elenco/Universal Music) - Produtor, arranjador e teclados

- Vários - "The Oscar Winners" (1975, Philips) - Produtor e arranjador

- Jorge Ben - "SOLTA O PAVÃO" (1975, Philips) - Arranjador

- Luiz Eça – “Antologia do Paino” ( 1976, Philips) - Produção

- "A Era de Ouro do Cinema" (1976, Phonogram/Fontana) - Coprodutor e arranjador

- Osmar Milito- LP “Ligia” – Produção, arranjos, regência e teclado

- "A Era de Ouro da Música Italiana - Il Cantanti di Bruno Marotta" (1977, Phonogram/Fontana) - Coprodutor e arranjador

- "A Era de Ourio da Música Francesa" (1978, Phonogram/Fontana) - Coprodutor e arranjador

- "A era de Ouro da Bradway" (1978, Phonogram/Fontana) - Coprodutor e arranjador

- "A Era de Ouro da Guarânia" (1978, Phonogram/Fontana) - Coprodutor e arranjador

- Ugo Marotta - So so blues, c/ Mauricio Einhorn – Compacto simples (1978, Tapecar) - Produtor, arranjador e piano

- Rossini Ferreira e Henrique Annes – Chorinho do Capiberibe (1984, Arca Som) - Direção Executiva e Flauta Synt

- Alcyr Pires Vermelho - "Alcyr Pires Vermelho - 50 Anos de Música" (1985)

- Vários artistas - "A Trip To Brazil - 40 Years Of Bossa Nova" (1988, Motor Music GmbH) - Vibrafone

- Wando- “ Fogo e paixão” (1988, Arca Som e Philips) - Coordenação e arranjos

- Ugo Marotta – Simplesmente Bossa (1990, Imagem)

- Bazu- “Outra Beleza” – (1990- Independente) Produção, arranjos e teclados)

- Vários artistas - "Chega De Saudade - The Best Of Bossa Nova" (1993, EMI) - Vibrafone

- Vários artistas - "Bossa Nova Lounge - Collection" (2003) - Arranjador e vibrafone

- Marcos Valle - "Marcos Valle - Antologia" (2004, EMI) - Vibrafone

- Claudia Telles - "Tributo a Tom Jobim" (2004, CID) - Produtor, arranjador e teclados

- Gabriel Guerra - "Bossa, MPB e Eu" (2005) - Produção, arranjos e teclados[8]

- Pascoal Meirelles - "Quarenta" (2006, Rob Digital) - Produção

- Pascoal Meirelles - "Tributo a Art Blakey" (2008, Rob Digital) - Produção

- Roberto Menescal - "Roberto Menescal - Coleção Folha 50 Anos De Bossa Nova" (2008) - Vibrafone